# 旺泉街道
旺泉街道是中国北京市顺义区下辖的一个街道办事处。位于顺义城区西部。东至京承铁路，南至顺义西南外环路，西至北京六环路和小中河，北至城北减河。 

## 历史
2007年，顺义区新设3个街道办事处，其中将仁和地区部分辖区和胜利、光明两个街道办事处西部部分辖区合并为旺泉街道（另外两个新设街道为空港街道、双丰街道）。2008年6月25日，上述三个新设街道办正式挂牌。

## 行政区划
旺泉街道共辖以下地区：
铁十六局社区、西辛第一社区、西辛社区、西辛北区社区、宏城花园社区、前进花园社区、牡丹苑社区、望泉家园社区、梅兰家园社区、澜西园二区社区、澜西园三区社区、澜西园四区社区、悦君家园社区、玉兰苑社区、梅香社区、望泉西里北社区、望泉西里南一社区、望泉西里南二社区、望泉西里南三社区、望泉西里南四社区、龙泉苑社区、石景苑社区、石门苑第一社区、石门苑第二社区、石门村、沙井村、望泉寺村、梅沟营村、军营村、吴家营村、杨家营村和杜各庄村。